# Tongdaewon (khu vực)
Tongdaewŏn-guyŏk (Hán Việt: Đông Đại Viện khu vực) là một trong 19 đơn vị hành chính của thủ đô Bình Nhưỡng, Cộng hòa Dân chủ Nhân dân Triều Tiên. Khu vực nằm ở bờ đông sông Đại Đồng. Khu vực nằm ở phía bắc của Sŏn'gyo, phía nam của Taedonggang và phía tây của Sadong và Ryŏkp'o. Khu vực được thành lập vào tháng 10 năm 1960.
Năm 2008, dân cư khu vực Tongdaewon là 143.561 người, gồm 69.566 nam và 73.995 nữ.